# Остаци старе цркве у Шпинадији
Остаци старе цркве у Шпинадији налазе се у насељеном месту Шпинадија, на територији општине Призрен, на Косову и Метохији. Локалитет представља непокретно културно добро као споменик културе.
Село Шпинадија се налази северно од Призрена, на путу за Ораховац и Суву Реку, у којем се још средином 14. века помиње у повељи цара Душана Св. Арханђелима. Рушевине цркве са припратом и тространом апсидом, највероватније из 16. века, окружује старо српско гробље са каменим надгробним споменицима у виду крстова.

## Основ за упис у регистар
Решење Завода за заштиту споемника културе АКМО у Приштини, бр. 470 од 14. 9. 1963. г. Закон о заштити споменика културе ( Сл. гласник НРС бр. 51/59).